# Jim Taihuttu
Jim Taihuttu (Venlo, 6 juli 1981) is een Nederlandse filmregisseur, filmproducent en scenarioschrijver. Onder zijn artiestennaam Jim Aasgier is hij actief als dj voor de formatie Yellow Claw. Daarnaast was hij mede-eigenaar van het inmiddels niet meer bestaande reclame- en filmbureau Habbekrats. Sinds 2016 is hij mede eigenaar van New Amsterdam Film Company.
Taihuttu begon zijn loopbaan bij Omroep Venlo als cameraman.
Hij werd succesvol met de speelfilms Rabat (2011) en Wolf (2013), voor de laatstgenoemde ontving hij op 4 oktober 2013 een Gouden Kalf voor zijn regiewerk.
Op 27 juli 2014 was hij te gast in het televisieprogramma Zomergasten met als presentator Wilfried de Jong.
Veel opzien baarde in 2021 zijn film De Oost over de Nederlandse politionele acties in Indonesië in 1946.

## Filmografie

### Speelfilms
- Rabat - 2011
- Wolf - 2013
- De Oost - 2021
- Hardcore Never Dies - 2023

### Korte films
- Wladimir - 2007
- Caresse - 2009
- Wolken #2 - 2009
- Dominique - 2010

### Televisie
- Van God Los, afl. 6: Hardcore never dies - 2012

## Privé
Taihuttu heeft een half-Molukse vader en Nederlandse moeder, hij is dus kwart Moluks. Taihuttu is de zoon van gitarist Gino Taihuttu van de band Gin on the Rock. Tevens is hij de oudere broer van rapper Jiri11 en het neefje van voormalig profvoetballer John Taihuttu.
- MusicBrainz: 477e8b30-bb76-48bc-a71a-4550cefeb4cb
- Nederlandse Thesaurus van Auteursnamen: 267114877
- Virtual International Authority File: 289319271
- WorldCat: E39PBJmp998GDbtDpd78hvrrMP